# Jemen-Wiesenratte
Die Jemen-Wiesenratte (Ochromyscus yemeni, Synonym: Myomyscus yemeni) ist ein Nagetier in der Unterfamilie der Altweltmäuse. Die Population wurde längere Zeit als Unterart der Brockman-Wiesenratte (Ochromyscus brockmani) gelistet. In neueren Werken wie Mammal Species of the World (2005) und Handbook of the Mammals of the World (2017) ist sie als Art anerkannt.

## Merkmale
Ausgewachsene Exemplare haben eine Kopf-Rumpf-Länge von 78 bis 120 mm sowie eine Schwanzlänge von 151 bis 180 mm. Die Hinterfüße sind 23 bis 28 mm lang und die Länge der Ohren beträgt 20 bis 26 mm. Gewichtsangaben fehlen. Die Art ist durch eine schmale Körperform gekennzeichnet. Das hellbraune Fell der Oberseite ist auf der Rückenmitte am dunkelsten. Es wechselt an den Körperseiten zu einem lehmfarbenen Fell. Die weiße Unterseite ist durch eine deutliche Grenze vom Fell der Oberseite getrennt. Die weißen Bereiche gehen an der Schnauze bis zur Oberlippe. Die Jemen-Wiesenratte hat graue Ohren und weiße Gliedmaßen, mit Ausnahme der lehmfarbenen Außenseite. Der lange Schwanz besitzt eine hell graubraune Oberseite sowie eine hellbraune Unterseite. Bei Weibchen kommen vier Paar Zitzen vor.
Verglichen mit der Brockman-Wiesenratte hat die Art einen größeren Schädel sowie ein helleres Fell.

## Verbreitung
Die Jemen-Wiesenratte lebt im Nordwesten Jemens und im Südwesten Saudi-Arabiens. Sie hält sich in Gebirgsregionen auf, deren Bewuchs vorrangig aus Büschen besteht.

## Lebensweise
Für die Art wurde eine durchschnittliche Reviergröße von 1400 m² dokumentiert. Als Nahrung dienen vorrangig Blätter und junge Pflanzentriebe. Diese werden mit Samen, Insekten, Spinnentieren, kleinen Echsen und Stachelmäusen (Acomys) komplettiert. Bei einem Exemplar konnte ein Mittelöstlicher Laubfrosch (Hyla savignyi) im Verdauungstrakt nachgewiesen werden. Die Fortpflanzungsperiode reicht von Oktober bis Juli, wobei die meisten Nachkommen in der Regenzeit geboren werden. Die Anzahl der Embryos pro Trächtigkeit liegt gewöhnlich bei fünf.

## Bedrohung
Für den Bestand sind keine Bedrohungen bekannt, jedoch liegen keine Angaben zur Größe der Population vor. Die Jemen-Wiesenratte wird von der IUCN in der Kategorie „unzureichende Datenlage“ (data deficient) geführt.